# باول بنسون
باول بنسون (بالإنجليزية: Paul Benson)‏ هو قاضي وضابط ومحامي أمريكي، ولد في 1 يونيو عام 1918،وتوفي في 22 أبريل عام2004،في فيرونا في الولايات المتحدة.